# Tricentrogyna nogricosta
Tricentrogyna nogricosta là một loài bướm đêm trong họ Geometridae.